# César Maluco
César Augusto da Silva Lemos (Niterói, 1945. május 17. –) brazil válogatott labdarúgó.

## Pályafutása

### Klubcsapatban
Pályafutását a Flamengoban kezdte 1964-ben. 1967-ben a Palmeiras csapatához került, de egy évvel később ismét a Flamengo játékosa volt. 1968 és 1975 között a Palmeiras színeiben 320 mérkőzésen lépett pályára és 180 alkalommal volt eredményes. A Paulista állami bajnokságot és a brazil bajnokságot is kétszer nyerte meg csapatával. A későbbiekben játszott még a Corinthians, a Santos, a Fluminense, az Universidad de Chile és a Botafogo-SP csapataiban is.

### A válogatottban
1968 és 1974 között 8 alkalommal szerepelt a brazil válogatottban. Részt vett az 1974-es világbajnokságon.

## Sikerei, díjai
Palmeiras
- Paulista bajnok (2): 1972, 1974
- Brazil bajnok (2): 1972, 1973

## Külső hivatkozások
- César Maluco adatlapja a National-Football-Teams.com oldalon (angolul)

- César Maluco (portugál nyelven). SambaFoot.com
- César Maluco (angol nyelven). FootballDatabase.eu